# Ribeauvillé
Ribeauvillé je francouzská obec v departementu Haut-Rhin v regionu Grand Est. V roce 2010 zde žilo 4 843 obyvatel.

## Vývoj počtu obyvatel
Počet obyvatel